# Culcha Candela
Culcha Candela er en dancehall-gruppe fra Berlin, Tyskland, der blev dannet i 2001. Deres sangtekster spænder fra politiske emner, såsom "Una Cosa" eller "Schöne, Neue Welt" til fest sange såsom "Partybus" og "Monsta".

## Historie
Culcha Candela blev dannet i Berlin, af stiftende medlemmer Johnny Strange, Itchyban, og Lafrotino. De blev senere følgeskab af sangerene Larsito, Mr. Reedoo, Don Cali, og DJ Chino con Estilo.
De forskellige nationaliteter giver mulighed for en blanding af sangtekster, som de synger og rapper på tysk, engelsk, spansk og patois. Dette multikulturalisme er tydeligt på deres hjemmeside og musikvideoer. Mens den står primært på tysk, er der engelsk og spansk oversættelse på udvalgte sider af hjemmesiden.
I de følgende år var de på mange koncerter i 2004 og udgav debutalbummet Union Verdadera.  I sine senere albums har gruppen haft en mere fremtrædende plads i hip hop, men gruppen kombineret med andre stilarter som reggae og dancehall.
Det ses i Showtimes dokumentarserie "FIGHT CAMP 360°", at den tyske bokser Arthur Abraham betragter musikken som sin yndlings, og i mange klip hvor han kører i sin bil, kan man høre gruppens track "Monsta" blive spillet.